# Spathiphyllum ortgiesii
Spathiphyllum ortgiesii Regel – gatunek wieloletnich, wiecznie zielonych roślin zielnych z rodzaju skrzydłokwiat, z rodziny obrazkowatych, występujący w meksykańskim stanie Veracruz i Hondurasie, zasiedlający równikowe lasy deszczowe.